# Teotl
Teotl is een centraal concept in de Azteekse religie. In het Nahuatl wordt het vaak omschreven als "God", maar kan een veel grotere betekenis hebben, verwijzend naar een belangrijke dynamische energie van goddelijkheid. In Polynesië kende men een soortgelijk concept genaamd Mana. De oorsprong van het begrip "Teotl" zorgt al velen jaren voor een oneindige discussie tussen wetenschappers.

## Definitie
Alle zaken in het Azteekse universum zijn Teotl, daarin is alles en iedereen slechts een fractie van het groter geheel. Teotl is niet een aparte kracht maar kan ook niet los gezien worden van al zijn verschillende vormen en identiteiten. Een duidelijke definitie van het begrip Teotl is dan ook moeilijk te geven, dit door de allesomvattende en vage aard van het woord.

## Belang voor deVal van het Azteekse Rijk
Teotl is ook erg belangrijk om de val van het Azteekse rijk te begrijpen. Dit omdat het erop lijk dat de Azteekse leider Motecuhzoma II en de Azteken in het algemeen naar Cortés en de veroveraars verwezen als "Teotl". Hierdoor gaat men ervan uit dat de Azteken geloofden dat de veroveraars goden waren. Een beter begrip voor "teotl" zou echter suggereren dat ze hooguit gezien werden als "mysterieus" en "onverklaarbaar".

## Notities
1. ↑  Taube and Miller 1993, pp 89. Voor een uitgebreider stuk over het onderwerp zie, Hvidtfeldt, 1958
2. ↑  Restall 2001 pp 116-118